# Bernalillo, New Mexico

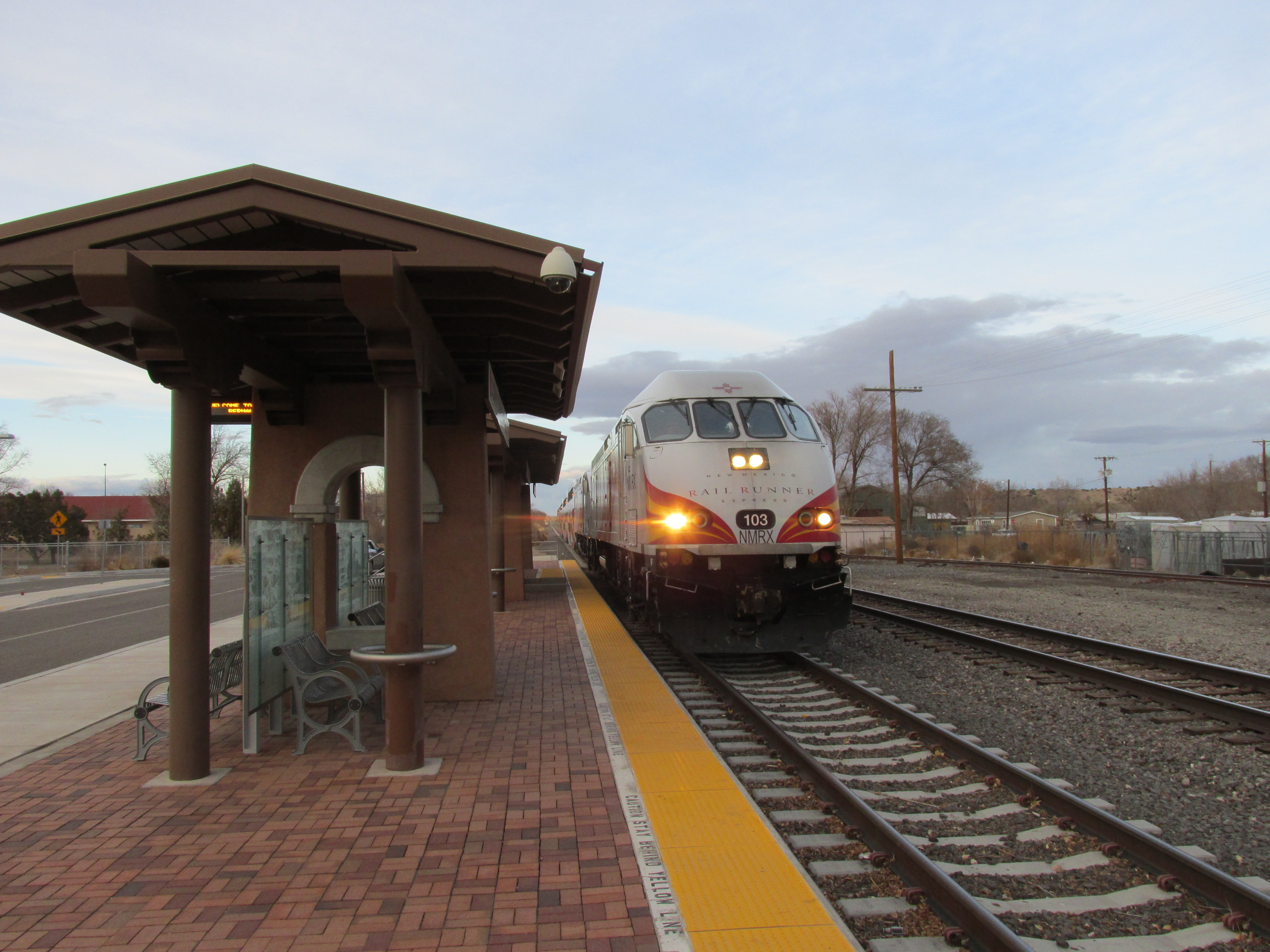

Bernalillo este o localitate, o municipalitate și sediul comitatului Sandoval din statul New Mexico, Statele Unite ale Americii.